# بوب سافاج
بوب سافاج (بالإنجليزية: Bob Savage)‏ هو لاعب كرة قاعدة أمريكي، ولد في 1 ديسمبر 1921 في مانشستر في الولايات المتحدة، وتوفي في 26 يوليو 2013 في برلين في الولايات المتحدة.

## وصلات خارجية
- بوب سافاج على موقعبيزبول رفرنس.كوم (الدوري الرئيسي) (الإنجليزية)
- بوب سافاج على موقعبيزبول رفرنس.كوم (الدوري الثانوي) (الإنجليزية)